# Vanvey
Vanvey är en kommun i departementet Côte-d'Or i regionen Bourgogne-Franche-Comté i östra Frankrike. Kommunen ligger i kantonen Châtillon-sur-Seine som tillhör arrondissementet Montbard. År 2022 hade Vanvey 239 invånare.

## Befolkningsutveckling
Antalet invånare i kommunen Vanvey
Referens:INSEE